# لي هنتر
لي هنتر (بالإنجليزية: Lee Hunter)‏ (5 أكتوبر 1969 بأولدهام في المملكة المتحدة - ) هو لاعب كرة قدم بريطاني في مركز جناح ‏. لعب مع كولتشستر يونايتد وويغان أتلتيك وويفنهو تاون ‏.